# 碳行星

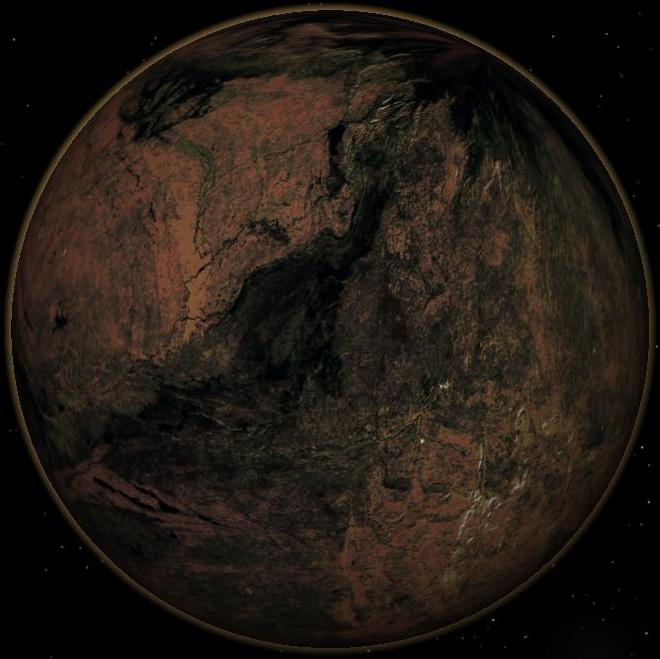
藝術家概念下的碳行星。表面因為存在著烴類而呈現暗紅色。

碳行星（Carbon planet），又稱為鑽石行星或碳化物行星，是Marc Kuchner在恆星理論中提出來假設的行星類型，它們形成於富含碳但缺乏氧的原行星盤，根據行星科學，它們的發展將不同於地球、火星和金星等這些以矽-氧化合物為主要成分的行星。這個理論已有廣大的支持者，並由研究員Jade Bond建立合理的概念。具體來說，不同的系統會有不同的碳和氧的比率，例如太陽系的類地行星是傾向於氧行星。

## 定義
這類星球可能像類地行星一樣，有富含鐵或鋼的核心，周圍包覆著碳化矽和碳化鈦的地函。在上面，是一層石墨形式的碳，如果有足夠的壓力，下層也可能是數公里厚的鑽石。當火山爆發時，鑽石很可能從內部噴發至表面，形成鑽石和碳化矽混合的山。表面也可能有冰凍或液體的烴，像是焦油、甲烷和一氧化碳。

## 特性

不同構造行星大小的比較 [http://www.nasa.gov/centers/goddard/news/topstory/2007/earthsized_planets.html

碳行星被預測其直徑和矽與水的行星相似，而且質量也相近，可能會使它們難以區分。也可能會出現與地球類似的地質特徵，但是距有不同的組成。例如，河流可能是油組成的。如果溫度夠低（低於350K），氣體可以進行光化學合成長鏈碳氫化合物，並隨著雨水降落在表面。
NASA曾推動搜尋包括這種行星在內的TPF任務，這是一個比哈伯太空望遠鏡更大的軌道天文台，但其後取消了這項計畫。碳行星的光譜缺乏水的譜線，但是會顯示有含碳的物質，例如一氧化碳的存在。

## 可能的碳星球

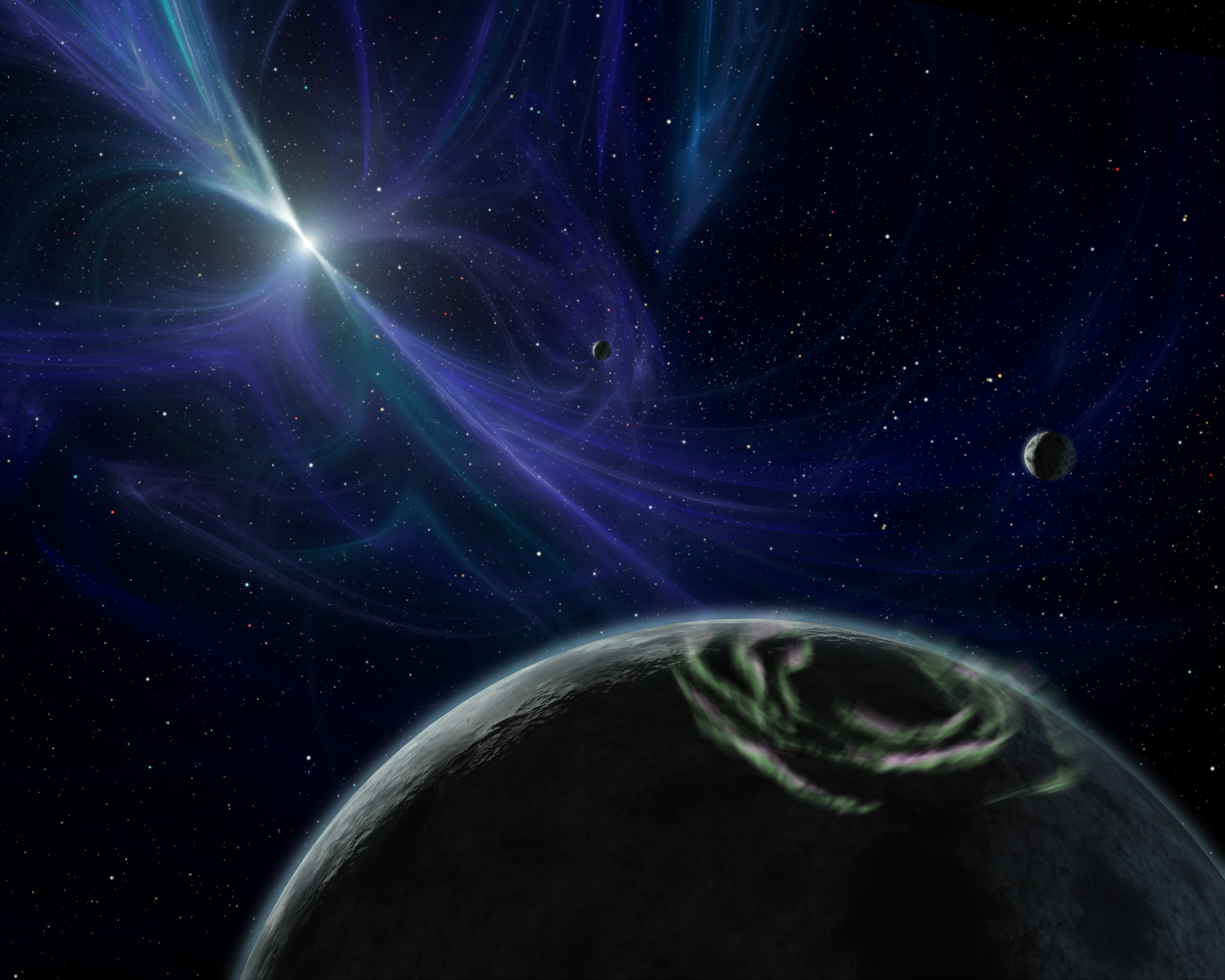
围绕脉冲星 PSR B1257+12 旋转的行星也许是碳行星

2005年的情人節前夕，美國哈佛史密森天體物理中心的麥特考夫、英國劍橋大學的蒙哥馬利、巴西聖卡塔琳娜聯邦大學的卡南宣布發現白矮星BPM 37093。當時麥特考夫開玩笑說：「就算是比尔·盖茨加上唐納·川普的財力，也買不起。」十年來，天文學家一直認為白矮星隨著溫度降低，其核心會結晶化，但確實證據始終難以觀測。麥特考夫則是從BPM 37093脈動振盪著手，推算出它的核心確已結晶。
2010年5月20日，哈伯太空望遠鏡注意到WASP-12b正在被母恆星WASP-12吞噬，儘管之前科學家已經意識到該行星會被母恆星吞噬，但這是第一次如此清晰的發現這種事情。WASP-12是一颗气态巨行星。至於WASP-12 b在碳元素与氧元素的含量比例大于1，这意味着该星球的固体内核很可能也富含碳元素，組成可能以石墨或鑽石為主，相對於地球的矽酸鹽成分。
2011年8月，澳大利亞斯威本科技大學的马修·贝尔斯團隊專家報告，毫秒脈衝星PSR J1719-1438可能有一顆被擠壓得非常小的行星PSR J1719-1438 b做伴，並且很有可能是一顆固體的大鑽石，他們是依據重力牽引推導出這顆圍繞著脈衝星的小伴侶。進一步的研究顯示，雖然這顆行星的體積並不算大（直徑6萬公里，或是地球的5倍），但它的質量比木星略大，行星的高密度提供給團隊的線索是碳和氧可能以元素的形態形成結晶。然而，理論上這顆行星應該是被蒸發掉外層的白矮星兼伴星，只留下了內部核心的殘骸，由此依據行星的定義，它並未完全符合條件，因為其應該是作為恆星而形成的。
2012年10月，巨蟹座55e被宣告有著碳行星的證據，它的質量是地球的8倍，半徑是地球的2倍，每18小時繞行巨蟹座55一次。耶魯大學的研究員Nikku Madhusudan發表在天體物理快訊上的結果報告指出該行星的溫度是3,900F（2148C），表面覆蓋著石墨和鑽石而不是水和花崗岩。
2013年1月，脈衝星PSR B1257+12被認為可能是恆星中斷在碳合成階段而形成的碳星球。碳星球也可能存在於銀河核心附近或繞行星系的球狀星團，這些地方的恆星含碳量都比太陽更多；當恆星老死時，它們會噴出大量的碳，隨著時間的流逝，更多恆星老死的世代交替，使碳的濃度以及碳星球的數量均有所增加。

## 外部連結
- arXiv:astro-ph/0504214 Marc J. Kuchner, Extrasolar Carbon Planets
- Than, Ker. . Space.com. 2006-06-07  [2012-10-12]. （原始内容存档于2010-11-23）.
- spaceplace.nasa.gov （页面存档备份，存于）